# Pohlia uliginosa
Pohlia uliginosa là một loài rêu trong họ Bryaceae. Loài này được Brid. Wallr. mô tả khoa học đầu tiên năm 1831.